# 童秀明
童秀明（1905年—1985年5月23日），中华民国国民大会代表。

## 生平
1905年出生于察哈爾宣化，南開大學畢業，後赴英國伦敦大学政治经济学院。回國後，曾任河北省政府秘書、處長、組長，國民政府行政院善後救濟總署晉察綏分署副署長，河北省政府委員和省立河北大學教授等職。1948年，當選為行憲國民大會代表。1949年，移居臺灣，曾任東吴大學教授、國立政治大學教授兼銀行學系主任等教職。